# گراند سالین، سن بارتلمی
گراند سالین (به فرانسوی: Grande Saline) یک منطقهٔ مسکونی در فرانسه است که در سن بارتلمی در کارائیب واقع شده‌است.